# Stella Márquez

Stella entre 1960 e 1962

Maria Stella Márquez Zawádzky (Tumaco, 17 de junho de 1937) é uma rainha da beleza colombiana vencedora do concurso Miss Internacional 1960, o primeiro a ser realizado, em Long Beach, Califórnia. No mesmo ano ela havia sido semifinalista no Miss Universo.

## Miss Colômbia e Miss Internacional 1960
Segundo uma entrevista da própria Stella, seu pai a teria tirado do colégio nos EUA, onde estudava, para a inscrever no Miss Colômbia 1959, que ela venceu aos 20 anos de idade. "Eu não sabia nada sobre a Colômbia. Era 'puro gringa'", teria dito.
Ela foi a primeira Miss Internacional da história, tendo vencido outras 52 concorrentes.

## Vida pós-concursos
Stella nunca deixou os concursos e ainda em 1964, após se casar com o filipino Jorge Araneta, ajudou a fundar o Binibining Pilipinas. "Meu sogro era dono da franquia do Miss Universo no país e pediu minha ajuda", disse numa entrevista. 
Sob o comando de Stella, as Filipinas venceram o Miss Universo quatro vezes. 
O país também levou diversas coroas no Miss Internacional. 

### Polêmica: a perda da franquia do Miss Universo
Em 2018, logo após a vitória de Catriona Gray, surgiram fortes rumores de que a franquia do Miss Universo nas Filipinas estaria trocando de mãos. O boato foi confirmado pelo possível novo comprador, Luis Singson, que disse ter recebido uma proposta da direção do concurso. Ele também revelou que o negócio teria sido proposto pela própria Stella, na época com 81 anos de idade. No entanto, no início de janeiro de 2019, Stella negou os rumores. "A franquia ainda está conosco", disse aos jornalistas, e em final de fevereiro a questão foi momentaneamente encerrada pela Organização Miss Universo, que aunciou que a franquia continuaria com Stella.
Em dezembro de 2019, porém, o Binibining anunciou oficialmente que a franquia do Miss Universo nas Filipinas não estaria mais sob sua coordenação.

## Vida pessoal
Stella e Jorge se casaram em 1964 em Cali, na Colômbia, e o casamento de ambos atraiu muita atenção da imprensa colombiana na época.
O casal teve cinco filhos e reside nas Filipinas. 